# Charles W. Fulton
Charles W. Fulton (Lima, 1853. augusztus 24. – Portland, 1918. január 27.) az Amerikai Egyesült Államok szenátora (Oregon, 1903–1909).